# Pete Sears
Peter Roy Sears (27 de mayo de 1948) es un músico de rock inglés. En una carrera que se ha extendido por más de cuarenta años, Sears ha colaborado en muchas bandas y ha tocado diversidad de géneros musicales como el R&B, rock psicodélico, música country y blues.

## Carrera
Sears tocó en los álbumes Gasoline Alley, Every Picture Tells a Story, Never a Dull Moment y Smiler de Rod Stewart. También participó de la grabación de los sencillos Maggie May y Reason To Believe. Durante este periodo, Sears salió de gira por los Estados Unidos junto a la banda de Long John Baldry y tocó con John Cipollina en Copperhead.
Hizo parte de Jefferson Starship (1974 a 1984) y de su nueva banda Starship (1985 a 1987).
Sears ha tocado con muchos otros músicos a lo largo de su carrera, incluyendo a Dr. John, John Lee Hooker, Leigh Stephens y Micky Waller en Silver Metre; Long John Baldry, Copperhead con John Cipollina, Jerry Garcia, Steve Kimock, Bob Weir, Phil Lesh, Leftover Salmon y Los Lobos.

## Discografía seleccionada

### Solista
- Watchfire (1988)[2]
- Millennium (1997)
- The Long Haul (2001)[2]

### Sons of Fred
- "Sweet Love" 1964
- "I'll Be There" 1964
- "I, I, I Want Your Lovin'" 1965
- "She Only Wants a Friend" 1965
- "Baby What You Want Me To Do" 1966
- "You Told Me" 1966

### Les Fleur de Lys
- "Circles" 1966

### Steamhammer
- Steamhammer (1969)

### Silver Metre
- "Silver Metre" 1970

### Rod Stewart
- Gasoline Alley (1971)
- Every Picture Tells a Story (1971)
- Never a Dull Moment (1972)
- Smiler (1974)

### Jefferson Starship
- Dragon Fly (1974)
- Red Octopus (1975)
- Spitfire (1976)
- Earth (1978)
- Freedom at Point Zero (1979)
- Modern Times (1981)
- Winds of Change (1982)
- Nuclear Furniture (1984)

### Starship
- Knee Deep in the Hoopla (1985)

### Hot Tuna
- Live at Sweetwater (1992)
- Live at Sweetwater Two (1993)
- Live in Japan (1997)
- And Furthurmore... (1999)